# Françoise Frenkel
Françoise (Frymeta Idesa) Frenkel (Piotrków Trybunalski, 14 juli 1889 – Nice, 18 januari 1975) was een Poolse boekhandelaar en Franstalig schrijver. In 1945 publiceerde zij het boek Rien où poser sa tête (Nederlandse vertaling: Niets om het hoofd op neer te leggen) waarin zij schrijft over haar vlucht naar Zwitserland.

## Biografie
Françoise Frenkel groeide op in een intellectueel joods milieu in Piotrków Trybunalski, een kleine stad in de buurt van Łódź in het voormalige Keizerrijk Rusland. Zij studeerde in Berlijn, promoveerde in de letterkunde aan de Sorbonne in Parijs en werkte als stagiair in een Parijse bibliotheek en een boekhandel. Ze was getrouwd met Simon Raichenstein, geboren op 24 november 1889 in Mahiljow (Wit-Rusland), die in Parijs werkte en daar een opleiding tot elektrotechnisch ingenieur had gevolgd.

### Het Maison du Livre français in Berlijn
In 1921 opende Frenkel met steun van haar echtgenoot de eerste Franse boekhandel in Berlijn, het Maison du Livre français, tot 1939 gevestigd in de Passauer Straße 39a in Berlijn.
Toen de Nationaalsocialistische Duitse Arbeiderspartij in 1933 in Berlijn aan de macht kwam vertrok Simon Raichenstein met een Nansenpaspoort naar Parijs. Een bevel van de Franse autoriteiten om het land te verlaten heeft hij genegeerd. Hij is opgepakt in Parijs tijdens de grote razzia van juli 1942, overgebracht naar het Vélodrome d'Hiver en daarna opgesloten in kamp Drancy. Op 24 juli 1942 werd hij met konvooi nr. 10 gedeporteerd naar het concentratiekamp Auschwitz-Birkenau waar hij in augustus werd vermoord.
Françoise Frenkel bleef in Berlijn wonen en werken. Op advies van de Franse consul vluchtte ze in juli 1939, met een speciale trein van de Franse ambassade naar Parijs. Frenkel vermeldt in haar boek niets over haar man. Het echtpaar was in 1934 gescheiden en het is niet bekend of zij hem in Frankrijk heeft weergezien.

### De vlucht naar Zwitserland
Tijdens de Duitse inval in mei 1940 vluchtte Frenkel naar (Vichy-Frankrijk). Ze had een brief bij zich van de Franse minister-president Édouard Daladier waarin wordt getuigd van de "echte diensten" die ze had bewezen "voor de verspreiding van Franse boeken in het buitenland" en waarin wordt gevraagd om haar “het gebruik van alle vrijheden” toe te staan. Als het Vichy-regime anti-joodse maatregelen doorvoert beseft ze dat ze ook in de vrije zone niet veilig is. Een poging om naar Zwitserland te vluchten brengt haar langs schuilplaatsen in Vichy, Avignon, Nice, Annecy en Grenoble. In Nice ontsnapte ze ternauwernood aan de grote razzia van 26 augustus 1942. Enkele vrienden hielpen haar met het opzetten van een nieuwe vluchtpoging. Die mislukte, ze werd gearresteerd en gevangengezet. Een nieuwe poging was succesvol. In juni 1943, kort voordat haar laissez-passer voor Zwitserland verliep, slaagde ze erin om bloedend, in gescheurde kleren, de grens met Zwitserland over te steken.

### Niets om het hoofd op neer te leggen
Frenkel schreef in 1943-1944 het boek Rien où poser sa tête, over het Maison du Livre français in Berlijn, over haar ballingschap in Frankrijk en over haar vlucht naar Zwitserland. Het boek werd in 1945 uitgegeven door Editions Jeheber in Genève. Het boek is opgedragen aan "de mensen van goede wil die zich tot het einde hebben verzet". Een exemplaar van het boek werd in 2010 gevonden op een rommelmarkt in Nice. Het werd opnieuw uitgegeven in 2015, met een voorwoord van Patrick Modiano en met een dossier dat de odyssee van de auteur reconstrueert.
Na afloop van de Tweede Wereldoorlog vestigt Frenkel zich in Nice. In de jaren ’50 verwerft zij de Franse nationaliteit. In de zomer van 1959 verbleef zij korte tijd in Berlijn om compensatie te vragen voor de bezittingen die zij in 1939 in een grote reiskoffer naar Parijs had gezonden. De koffer was terechtgekomen in een depot en in 1942 geconfisqueerd door de Gestapo. In 1960 keerde de West-Duitse regering een herstelbetaling aan haar uit van 3.500 Duitse mark.
Françoise Frenkel overleed in Nice op 18 januari 1975. In 1949 vertelde Frenkel aan Roger Martin du Gard, de Franse schrijver die zij nog kende uit haar tijd in Berlijn, over de uitroeiing door de Duitsers van al haar Poolse familieleden.
Uitgeverij Gallimard heeft na haar overlijden tevergeefs gezocht naar mogelijke erfgenamen.

## Werk
- 1945 (herdruk 2015) Rien où poser sa tête. Nederlandse vertaling: Niets om het hoofd op neer te leggen. De vlucht van een Joodse boekverkoopster. Met een voorwoord van Patrick Modiano. Vertaald door Marianne Kaas. Atlas Contact, Amsterdam, 2018. ISBN 9789045035024

- Bibliothèque nationale de France: cb111455199 (data)
- Gemeinsame Normdatei: 1079503358
- International Standard Name Identifier: 0000 0004 5294 8485
- Library of Congress Control Number: nb2019019058
- Nationale Bibliotheek van Israël: 987007579404205171
- Nederlandse Thesaurus van Auteursnamen: 400609916
- Système universitaire de documentation: 189397071
- Virtual International Authority File: 7144782697104518917
- WorldCat: E39PBJkHpVgqjHTVYwqHrXj9jC